# Jules Barbier
Paul Jules Barbier, född den 8 mars 1825 i Paris, död där den 16 januari 1901, var en fransk librettoförfattare.
Barbier skrev bland annat libretton till Faust (1859), Romeo och Julia (1867) och Jeanne d'Arc (1873) till musik av Charles Gounod samt Mignon (1866) av Ambroise Thomas och Hoffmanns äventyr av Jacques Offenbach (1881).